# Can Pagès Vell (l'Ametlla del Vallès)
Can Pagès Vell és una masia històrica de l'Ametlla del Vallès, actualment és un restaurant, a la comarca del Vallès Oriental. Està documentada el 1320, i situada al sud del terme municipal, a tocar del terme municipal de Canovelles. Més a llevant hi ha la masia de Can Pagès Nou, que havia pertangut a la mateixa família. L'aspecte actual és de finals del segle xix i conté decoracions neogòtiques. Apareixen també flors de lis gravades, que podrien correspondre a la participació pacificadora que va tenir el seu titular, en Joan Pagès, a la guerra del Francès. Conté la capella de la Mare de Déu del Carme. Un dels seus propietaris, Joan Albinyana, va intervenir en la solució remença i va ser un dels signants de la Sentència de Guadalupe. És una obra inclosa en l'Inventari del Patrimoni Arquitectònic de Catalunya.